# Shimazu Tadatsune
Shimazu Tadatsune (島津忠恒, 27 novembre 1576-7 avril 1638) est un daimyō appartenant à la famille Shimazu, à la tête du domaine de Satsuma dans l'île de Kyūshū. C'est l'un des plus puissants daimyōs de son époque. En 1603, l'ensemble de ses possessions représente 605 000 koku.

## Biographie
Tadatsune est le troisième fils de Shimazu Yoshihiro. Pour marquer sa loyauté à Ieyasu Tokugawa, il change son prénom en Iehisa (家久).
Tadatsune, comme son père et oncle, est connu pour sa bravoure au combat et lors de la guerre Imjin en Corée, où il combat aux côtés de son père, lui et son armée de 8 000 hommes mettent en déroute l'armée des Ming constituée de 100 000 hommes.
Il prend la tête de la famille en 1602. En 1609, il s'approprie le royaume de Ryūkyū, ce qui permet au clan de s'enrichir grâce au commerce avec la Chine. Pour favoriser ce commerce, le clan n'annexe pas totalement ce royaume et le laissa semi-indépendant ; en effet les Chinois n'accepteraient pas de commercer directement avec les Japonais.